# Vieska (Banská Bystrica)
Vieska é um município da Eslováquia, situado no distrito de Veľký Krtíš, na região de Banská Bystrica. Tem 3,31 km² de área e sua população em 2018 foi estimada em 211 habitantes.

## Demografia
| Ano:        | 1994 | 2004   | 2014   | 2024    |
| ----------- | ---- | ------ | ------ | ------- |
| Broj ljudi: | 199  | 208    | 219    | 188     |
| Razlika:    |      | +4,52% | +5,28% | -14,15% |

| Ano:               | 2023 | 2024   |
| ------------------ | ---- | ------ |
| Número de pessoas: | 186  | 188    |
| Diferença:         |      | +1,07% |